# شركة تاندي
شركة تاندي (بالإنجليزية: Tandy Corporation)‏ ، هي شركة أمريكية تهتم بصناعة الجلد وإنتاج الأجهزة الألكترونية، كانت مقرها في مدينة فورت وورث بولاية تكساس الأمريكية، أسست سنة 1919م وكانت لها فروع في العالم مثل كندا والمملكة المتحدة، وأعلنت إفلاسها رسمياً سنة 2000م.

## وصلات خارجية
- Company History, Radio Shack Corporation
- Tandy & TRS-80 Computer Catalogs, Radio Shack Catalogs
- Charles David Tandy من نسخة الإنترنت لكتيب تكساس
- Who was Charles David Tandy? (1918-1978)
- RadioShack Corporation من نسخة الإنترنت لكتيب تكساس
- Tandy Leather Factory, since 2000